# Могильное (озеро, Казахстан)
Могильное (каз. Могильное) — озеро в  Жамбылском районе Северо-Казахстанской области Казахстана. Находится в 5 км к юго-западу от села Макарьевка. Соединяется с оз. Толыбай и Долгим.
По данным топографической съёмки 1944 года, площадь поверхности озера составляет 2,32 км². Наибольшая длина озера — 2,8 км, наибольшая ширина — 1,1 км. Длина береговой линии составляет 9,7 км, развитие береговой линии — 1,79. Озеро расположено на высоте 152,7 м над уровнем моря.